# Hugo II van Cyprus
Hugo II van Cyprus (aug.1252 - nov.1267), bijgenaamd De Jonge, was koning van Cyprus  van 1253 tot 1267.
Zijn vader, Hendrik I, overleed op 18 januari 1253. Als onmondig kind van amper vijf maanden werd hij tot koning verklaard, onder regentschap van zijn moeder, Plaisance van Antiochië.
Niet enkel was zijn vader koning van Cyprus, hij was tevens koning-regent van Jeruzalem in naam van koning Koenraad II (die tevens, als Koenraad IV, Rooms-koning was). Ook dit regentschap werd overgenomen door Plaisance.
In 1254 kwam Koenraad II te sterven, met nalating van een tweejarig erfzoontje Koenradijn. Als lid van een familie die koning-gemalen en koning-regenten voor Jeruzalem had voortgebracht, maakten vooraanstaande familieleden, in naam van de jonge koning Hugo II, aanspraak op de troon van Akko-Jeruzalem. Door toedoen van onder anderen Jean d'Ibelin en Bohemund V werd de kind-koning verhuisd van Cyprus naar Akko teneinde de aanspraak te bekrachtigen. Hugo II werd koning(-regent) van Jeruzalem onder regentschap van zijn moeder.
Hugo II zou echter nooit zelf volmachtig als koning heersen, niet in Akko-Jeruzalem en niet in Cyprus, omdat hij al op 15-jarige leeftijd overleed zonder troonopvolger.